# Wilhelm Michaelsen
Wilhelm Michaelsen (9. října 1860 Hamburk – 18. února 1937 tamtéž) byl německý zoolog, který se zabýval hlavně máloštětinatci (Oligochaeta).

## Životopis
Michaelsen se narodil 9. října 1860 v Hamburku v rodině řemeslníka a původně se měl stát inženýrem. Do čtrnácti let navštěvoval soukromou školu a poté reálnou školu druhého řádu, kterou ukončil na jaře 1878. Do jara 1879 pracoval jako strojař a na podzim téhož roku absolvoval přípravný kurz na polytechniku. Počátkem roku 1880 však nastoupil na reálnou školu prvního řádu, kterou absolvoval na jaře 1881. Následně studoval přírodní vědy, nejprve tři semestry v Lipsku a nakonec šest semestrů v Kielu, kde v roce 1886 získal doktorát s prací „Untersuchungen über Enchytraeus Möbii Mich. und andere Enchytraeiden“ (Výzkumy Enchytraeus Möbii Mich. a jiných enchytraeidů).
Od listopadu 1887 pracoval v Zoologickém muzeu v Hamburku, zpočátku jako vědecký asistent, od 1. ledna 1894 jako stálý asistent a později jako hlavní kurátor, v roce 1907 mu byl udělen titul profesora, muzeu zůstal věrný a vědecky činný byl až do své smrti v roce 1937.
Michaelsen byl ženatý. Jeho žena Agnes ho doprovázela a podporovala na jeho třetí velké výzkumné expedici. Manželství zůstalo bezdětné.
Johann Wilhelm Michaelsen zemřel po několikatýdenní nemoci 18. února 1937 v Hamburku a byl pohřben na hřbitově Ohlsdorf. Hrob se nachází ve čtverci R 9/R 10 jižně od kaple č. 1. Jeho smrt vyvolala ohromení i mezi jeho kolegy na mezinárodní úrovni. Například Charles Carmichael Arthur Monro napsal nekrolog do anglicky psaného vědeckého časopisu Nature.

## Výzkum a expedice
Michaelsenův hlavní vědecký zájem se soustředil na máloštětinatce, ale publikoval také například práce o mnohoštětinatcích a pláštěncích. Během své téměř padesátileté kariéry publikoval v průměru asi čtyři odborné publikace ročně, v nichž popsal celkem více než 1000 taxonů.
Rod Buchholzia z čeledi roupicovití, pojmenovaný po Reinholdu Wilhelmu Buchholzovi, byl jedním z prvních taxonů, které Michaelsen popsal v roce 1886, ještě před nástupem do hamburského zoologického muzea, pravděpodobně nejznámější je však bádenská obří žížala Lumbricus badensis, kterou poprvé popsal v roce 1907 jako Lumbricus papillosus var. badensis. Michaelsen je dnes považován za zakladatele moderní systematiky máloštětinatců.
Michaelsenovu vědeckou práci významně ovlivnily tři velké expedice. V letech 1892/93 zkoumal v rámci Hamburg Magalhaensische Sammelreise jižní cíp Jižní Ameriky od Punta Arenas, Ushuaia a Valdivia, v roce 1905 během Hamburg Southwest Australian Research Journey zkoumal spolu s Robertem Hartmeyerem jihozápadní Austrálii a konečně v letech 1911/1912 během Hamburg German Southwest African Study Journey 1911 zkoumal i jihozápadní Afriku. Podle jeho názoru bylo nejjednodušším způsobem, jak vysvětlit příbuzenské vztahy a areály rozšíření zejména terikolních máloštětinatců v těchto oblastech, předpokládat, že teorie kontinentálního driftu Alfreda Wegenera je správná. Wegener okamžitě začlenil Michaelsenovy úvahy do druhého vydání své knihy „Die Entstehung der Kontinente und Ozeane“ (O původu kontinentů a oceánů).

## Dílo
Výběr z díla:
- Ueber Chyllusgefässsysteme bei Enchytraeiden. In: Archiv für Mikroskopische Anatomie. Band 28, Nummer 3, 1886, S. 292–304, Tafel XXI Archive.org
- Zur Kenntnis der Oligochaeten. In: Abhandlungen und Verhandlungen des Naturwissenschaftlichen Vereins Hamburg. Band 13, 1894, S. 1–37 Archive.org
- Oligochaeta. R. Friedländer & Sohn, Berlin 1900 Archive.org
- Die geographische Verbreitung der Oligochaeten. R. Friedländer & Sohn, Berlin 1903 Archive.org